# Рабат (Туркестанская область)
Рабат (каз. Рабат, до 1992 г. — Фогелево) — село в Казыгуртском районе Туркестанской области Казахстана. Административный центр Рабатского сельского округа. Код КАТО — 514049100.

## История
Село основано 1880-е годы немецкими переселенцами. Название Фогелево (Фоголево, Фоголевка) получило в честь врача Густава Густавовича Фогеля, умершего в начале 1890-х во время борьбы с эпидемией холеры. В 1992 году переименовано в Рабат.

## Население
В 1999 году население села составляло 3873 человека (1952 мужчины и 1921 женщина). По данным переписи 2009 года, в селе проживало 4305 человек (2166 мужчин и 2139 женщин).

## Известные уроженцы
- Карим, Абдикадыр (род. 1953) — юрист, генерал-майор юстиции.
- Сабит Абдимуталиевич Абдыкалыков — казахский актёр кино и театра. Заслуженный деятель Республики Казахстан (2017).